# Чи Хаотянь
Чи Хаотя́нь (кит. упр. 迟浩田, пиньинь Chí Hàotián; род. 9 июля 1929, Чжаоюань) — военный и политический деятель Китая, генерал-полковник (1988), в 1993—2003 годах член Госсовета и министр обороны КНР, заместитель председателя Центрального военного совета Китая с 1995 года (член с 1988 года).

## Биография
Родился 9 июля 1929 года в Чжаоюане, провинция Шаньдун, в июле 1945 года призван в армию, стал профессиональным военным, окончил Военную Академию НОАК. В октябре 1946 года вступил в КПК.
В 1973 году занимал должности заместителя политического комиссара Пекинского военного округа и заместителя главного редактора газеты «Жэньминь жибао». Впоследствии занимал посты политического комиссара Цзинаньского военного округа, начальника Генерального штаба НОАК (1987—1992) и секретаря парткома КПК Генштаба. Избран членом Центрального военного совета КНР в 1988 году. В 1988 году ему присвоено звание генерал-полковника.
В 1989 году Чи Хаотянь в качестве начальника Генштаба НОАК сыграл важную роль в подавлении выступлений на площади Тяньаньмэнь, которое сопровождалось многочисленными человеческими жертвами. 19 мая 1989 года он поручил командующим Пекинского, Шэньянского и Цзинаньского военных округов сформировать список войсковых частей каждого округа, которым надлежало выдвигаться в Пекин, с точным временем отправления и прибытия, а также подробную информацию об их первоначальных действиях по вступлении в Пекин.
В 1993 году Чи Хаотянь стал членом Государственного совета КНР и министром обороны, этот пост он занимал до 2003 года. Также был председателем комиссии по разработке закона о национальной обороне, избран заместителем председателя Центрального военного совета КПК в сентябре 1995 года.

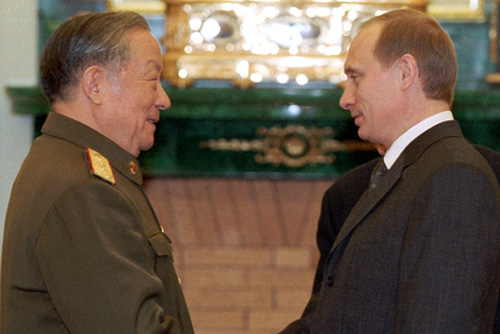
Чи Хаотянь с В. В. Путиным, 2000 год

На посту министра обороны уделял большое внимание развитию военного сотрудничества с другими странами. В 1999 году Чи Хаотянь нанёс визит в Сирию, где провёл переговоры с министром обороны Мустафой Тласом, после чего посетил Израиль, где встретился с Эхудом Бараком, тогдашним премьер-министром и министром обороны Израиля. Неоднократно посещал Россию, в частности, в мае 2002 года Чи Хаотянь провёл переговоры со своим российским коллегой Сергеем Ивановым по вопросам двустороннего военного и военно-технического сотрудничества.
Чи Хаотянь избирался членом Центрального комитета КПК 12, 13, 14 созывов, в 1997 был избран членом Политбюро ЦК КПК 15-го созыва.
Был близок к генералу Ян Байбину.
Награждён орденом почёта 1 класса в 1952 году, медалью освобождения 3 класса в 1985 году.
Хобби: чтение книг, главным образом произведений Лу Синя, плавание, верховая езда и борьба. Чи Хаотянь некоторое время был почётным председателем китайской Ассоциации спортивной борьбы КНР.
Женат на Цзян Циньпин (姜青萍), уроженке Чанчжоу, провинция Цзянсу, которая работала врачом в госпитале ВМФ НОАК. У них есть сын и дочь.